# Historia de Yucatán
La historia de Yucatán propiamente dicha, empieza a partir de la conquista española, en la primera mitad del siglo XVI. Antes de eso, el territorio que hoy se denomina península de Yucatán, era un reducto territorial en el que se desarrolló, probablemente por más de un milenio, el pueblo y la cultura maya y que fue llamado por los propios mayas, el Mayab. La palabra mayab, ma'ya'ab, significa: pocos, no muchos; el lugar donde hay poca gente o de gente escogida...
Anteriormente a eso en el eje cronológico, en alguna porción del mismo espacio territorial, hubo poblamientos cuyo origen no ha sido científicamente confirmado y que posiblemente daten de finales del pleistoceno o de la edad del hielo (hace aproximadamente 10.000 - 12.000 años), como parece deducirse de los hallazgos en las grutas de Loltún y en las cavernas de Tulum (Mujer de las Palmas y Joven de Chan Hol).
En el pasado remoto, hace 65 millones de años, a finales del cretácico, en el norte de la región peninsular, cayó un meteorito o una fracción de él, que produjo una catástrofe mundial al hacer desaparecer a los dinosaurios de la faz de la tierra y provocar el denominado Cráter de Chicxulub.

## Origen del nombre de Yucatán
El nombre Yucatán, también asignado a la península se originó durante las primeras exploraciones de los conquistadores provenientes de Europa. Son fidedignas las versiones que coinciden en que este nombre habría resultado de una confusión entre los habitantes mayas y los primeros exploradores españoles hacia 1517:
- Según una de ellas todo fue consecuencia de que un explorador hispano interpelando a un indígena maya quiso saber el nombre de la región. El indígena probablemente le respondió Ma'anaatik ka t'ann que en idioma maya yucateco significa no entiendo tu hablar o no te comprendo.
- También se dice que los españoles dieron el nombre de Yucatán a la región porque los mayas contestaban a sus preguntas con la frase uh yu ka t'ann, que en maya significa «oye como hablan», y los españoles entendieron Yucatán.
- Otras versiones indican que Yucatán proviene del maya Ci u t'ann, que significa «no entiendo».

En cualquier caso los hispanos entendían algo parecido al vocablo Yucatán que hoy denomina e esta región peninsular y al estado mexicano del mismo nombre.
Es probable que el primer narrador de la versión del «no te entiendo» fuera fray Toribio de Benavente Motolinía, que al final del capítulo 8 del Tratado III de su Historia de los indios de la Nueva España dice: 

"porque hablando con aquellos Indios de aquella costa, a lo que los españoles preguntaban los Indios respondían: «Tectetán, Tectetán», que quiere decir: «No te entiendo, no te entiendo»: los cristianos corrompieron el vocablo, y no entendiendo lo que los Indios decían, dijeron: «Yucatán se llama esta tierra»; y lo mismo fue en un cabo que allí hacía la tierra, al cual también llamaron cabo de Cotoch; y Cotoch en aquella lengua quiere decir casa".

Por su lado, el fraile franciscano Diego de Landa, quien fue obispo de Yucatán, en su Relación de las cosas de Yucatán escrita en 1566, refiere textualmente:

"...Que cuando Francisco Hernández de Córdoba llegó a esta tierra saltando en la punta que él llamó cabo de Cotoch, halló ciertos pescadores indios y les preguntó qué tierra era aquella, y que le respondieron cotoch, que quiere decir nuestras casas y nuestra patria, y que por eso se puso ese nombre a aquella punta, y que preguntándoles más por señas que cómo era suya aquella tierra, respondieron kiuthán, que quiere decir dícenlo; y que los españoles la llamaron Yucatán, y que esto se entendió de uno de los conquistadores viejos llamado Blas Hernández que fue con el Adelantado la primera vez..."

Mientras que Bernal Díaz del Castillo, en su libro Historia verdadera de la conquista de la Nueva España, afirma que Yucatá quiere decir "tierra de yucas", planta que era cultivada por los mayas y que constituía un importante complemento alimenticio para ellos.

## Época prehispánica
La presencia de los primeros humanos en el espacio geográfico de la península de Yucatán datan de finales del pleistoceno (ca. 10.000 AC) como parece deducirse de los hallazgos en las cuevas inundadas de Tulum y en las grutas de Loltún. También se ha encontrado en las grutas de Loltún material cerámico del año 700 a. C. y vestigios de asentamientos humanos hacia 2300 a. C., estos al parecer no tienen origen maya.
Fueron los mayas quienes establecieron las primeras ciudades en la península. Los primeros de entre ellos, afirman algunos historiadores, del Petén, para instalarse en la región suroriental de la península en la zona de Bacalar, Quintana Roo y que lo hicieron hacia el año 250 DC. Fueron los Chanes, pueblo o tribu maya que antecedió a los Itzáes, quienes más tarde, hacia el año 525 DC comenzaron a moverse hacia el oriente de la península, fundando Chichén Itzá, Izamal, Dzilam, Motul, Ek Balam, Ichcaanzihó, hoy la Ciudad de Mérida y Champotón.
Más adelante, hubo otros grandes centros urbanos mayas en Yucatán, aunque cada ciudad tenía autogobierno y fuerza militar (con similar organización a las polis griegas), todos se identificaban como mayas. En la península las tres ciudades principales fueron, aparte de Chichén Itzá, Uxmal y Mayapán. Estas formaron la Liga de Mayapán que era una especie de confederación para tener apoyo mutuo en cuanto a comercio y defensa de sus fronteras. El poder desarrollado por la Triple Alianza duró poco, pues Hunac Ceel Cauich, señor de Mayapán, peleó y derrotó a Chac Xib Chac de Chichén-Itzá, quienes huyeron y se establecieron en el lago Petén-Itzá, al norte de Guatemala, según el relato del Chilam Balam de Chumayel.
Muchas ciudades peninsulares actuales en su origen fueron localidades mayas: Mérida (T'Hó), Campeche (Akimpech) o Can Pech, Champotón (Chan Petén) Chetumal (Chaktemal), etc. Del mismo modo, muchos nombres actuales son heredados del pueblo maya a los yucatecos modernos: Canul, Cahuich, Cohuó, Pech, Chi, Ay, Pat, Ucán, Tzec, Yah, Ixba son apellidos que aún se conservan en pleno siglo XXI y tienen su origen en los antiguos mayas.

## Descubrimiento europeo de Yucatán
Tras el descubrimiento de América hubo un largo proceso de conquista. Primero empezaron las expediciones de reconocimiento desde las islas de Cuba, Puerto Rico, La Española y Jamaica. En 1511 una carabela de la flota de Diego de Nicuesa, al mando de Pedro de Valdivia (no confundir con Pedro de Valdivia el conquistador de Chile), a bordo del navío Santa María de la Barca que regresaba del Darién en el actual Panamá, naufragó cerca de las costas de Jamaica y en una balsa a la deriva llegaron a las costas de Yucatán los náufragos. Hubo unos veinte sobrevivientes del naufragio, de los que casi la mitad llegaron a territorio maya entre ellos el capitán Valdivia, Jerónimo de Aguilar y Gonzalo Guerrero. Todos fueron sacrificados por los mayas, excepto Gonzalo Guerrero y el diácono Jerónimo de Aguilar que lograron huir, aunque tiempo después fueron nuevamente tomados prisioneros y convertidos en esclavos. Iban a transcurrir ocho años entre el naufragio y la llegada de Hernán Cortés. Gonzalo Guerrero asimiló la cultura maya al grado de formar familia y murió luchando contra los mismos españoles, desconociendo a su rey y abjurando de su religión. Al morir era cacique maya. 
Por su lado, Jerónimo de Aguilar fue rescatado por Hernán Cortés cuando este pasó por esas tierras en 1519, en lo que empezó como expedición y terminó como la conquista de México. Jerónimo de Aguilar habría de convertirse en figura clave para la conquista ya que sirvió de eslabón para traducirle a Cortés, del maya al español, lo que por su lado la Malinche o Malintzin, traducía del náhuatl al idioma maya, para hilvanar así los elementos y el conocimiento fundamentales para la épica conquista de México.

### La expedición de Francisco Hernández de Córdoba
Francisco Hernández de Córdoba llegó a Yucatán en 1517 al frente de la primera expedición formal a partir de la isla de Cuba. El primer punto de tierra que tocaron fue isla Mujeres, luego cabo Catoche, punta a la que nombraron así porque los indios les decían cones cotoche, ven a mi casa. De ahí siguieron rodeando la costa septentrional de la península de Yucatán hasta llegar a Champotón, lugar que llamaron Bahía de la Mala Pelea. Ahí fueron atacados resultando muchos muertos y al faltar brazos para gobernar las naves tuvieron que abandonar la embarcación más pequeña, por el camino fueron arrojando por la borda a los que morían. Tomaron rumbo hacia la Florida donde tampoco fueron bien recibidos. Finalmente retornaron a Cuba de donde habían partido. 
Dado que de Cabo Catoche fueron llevadas piezas de oro a Cuba por el padre González, Diego Velázquez de Cuéllar, gobernador de Cuba, inmediatamente organizó una segunda expedición. La cual encargó a su sobrino Juan de Grijalva.

### La expedición de Juan de Grijalva
En 1518 zarpó de Cuba una expedición integrada por cuatro navíos y doscientos cuarenta hombres, el mando de la expedición recayó en Juan de Grijalva. Los expedicionarios llegaron a la Isla de Cozumel y exploraron el litoral de Yucatán y parte del golfo de México, en Champotón de nuevo no fueron bienvenidos y Grijalva recibió un flechazo en la boca que le tumbó dos dientes. Partieron rumbo a un punto situado en la boca de la laguna de Términos, al cual llamaron Puerto Deseado (Puerto Real, en Isla del Carmén). Ante la anchura de la bahía, cuya ribera opuesta no alcanzaban a distinguir en el horizonte, Alaminos supuso que se encontraba ante el brazo de mar que comunicaba con bahía de la Ascensión y estaba seguro de que Yucatán era una isla.
En el recorrido descubrieron el río Grijalva que lleva su nombre en el actual estado mexicano de Tabasco, siguieron hacia el norte, en la desembocadura del río Jamapa fue recibido por emisarios de Moctezuma Xocoyotzin quienes lo llenaron de regalos de oro, luego recalaron en el hoy puerto de Veracruz, nombró a la lengua de tierra que abre la bahía como San Juan de Ulúa, de ahí siguió navegando hasta el río Pánuco ubicado en el hoy estado de Tamaulipas México. Los españoles al mando de Juan de Grijalva pidieron reconocer y colonizar esas tierras, pero Grijalva se negó a fundar población alguna debido a las instrucciones que traía de Diego de Velázquez, y ordenó continuar con el viaje de exploración.
La noticia de la existencia de oro en esas tierras, alimentó la codicia que concluiría con la conquista de México por la tercera flota que partió de Cuba en 1519 hacia tierras mexicanas al mando de Hernán Cortés.

## Conquista española
La conquista de Yucatán fue consumada dos décadas después de la conquista de México por  Francisco de Montejo el Adelantado, su hijo Francisco de Montejo y León "el Mozo" y su sobrino, Francisco de Montejo, el sobrino. El Adelantado había estado en la expedición de Juan de Grijalva, y se unió a Hernán Cortés en la conquista de México. Posteriormente se le encargó la conquista de los mayas del Yucatán, pero fracasó en un primer intento en 1527-1528. Posteriormente fue nombrado Gobernador de Tabasco en 1529, con el mandato real de pacificar Tabasco y conquistar Yucatán y Cozumel, llegando a la villa de Santa María de la Victoria en ese entonces capital de la Provincia de Tabasco, desde donde comenzó con su misión.
Desde Tabasco, Francisco de Montejo condujo una nueva campaña hacia Yucatán ahora por el oeste 1531-1535, y volvió a fracasar en su intento. Mientras tanto después de muchas y cruentas batallas con los naturales, logró hacia 1535 la pacificación total de la Provincia de Tabasco y comenzó entonces a planear su nueva incursión hacia Yucatán.
El adelantado fue gobernador de Tabasco y ocupó después el mismo cargo en Honduras y posteriormente en Chiapas. Por estas responsabilidades, le confirió a su hijo del mismo nombre poderes para consumar la Conquista de Yucatán. Su hijo, apodado El Mozo, fundó las ciudades de San Francisco de Campeche en 1540 (en honor a su padre) y también la de Mérida (en honor a la Mérida de Extremadura). Fundada el 6 de enero en 1542 sobre las ruinas de la ciudad maya de Ichkanzihóo (T'hó) , y utilizando para ello la piedra de corte disponible en las edificaciones mayas abandonadas, se hizo el cambio de los poderes de Santa María de la Victoria, Capital de la Provincia de Tabasco hacia Mérida el 11 de junio de 1542. La recién fundada Mérida fue sitiada por las huestes mayas de Nachi Cocom, régule de Sotuta. Allí se libró una batalla definitiva para la Conquista de Yucatán. Con ese triunfo los españoles empezaron a consolidar el dominio de España en la región occidental de la península.
Pacificado el occidente de Yucatán, el Adelantado Montejo, le encargó a su sobrino del mismo nombre, Francisco de Montejo, apodado Montejo el sobrino, la conquista del oriente de Yucatán, que se logró después de sangrientas batallas y culminó con la fundación de la ciudad de Valladolid el 8 de mayo de 1543. En su carácter de teniente de gobernador y justicia mayor, el Mozo Montejo, gobernó la Capitanía General (a la cual se anexó la Provincia de Tabasco) en ausencia de su padre, hasta el retorno de este en 1546, en que se hace cargo del gobierno de Yucatán. Una vez consumada la Conquista, el Adelantado se hizo cargo de la Capitanía General de Yucatán en 1546, pero por quejas recibidas en la Corte española fue destituido de su cargo en 1550, regresando a España para asumir su propia defensa. Sin embargo, falleció en Salamanca en 1553 antes de que pudiera limpiar su nombre ante el Consejo de Indias. El mozo falleció el 8 de febrero de 1565 en Guatemala después de una larga enfermedad. El sobrino murió en Mérida en 1572, siendo su regidor, a la edad de 55 años.

## Época virreinal
En sus orígenes, el territorio yucateco dependía y era regulado a través de la que se llamó la Audiencia de los Confines, ubicada en el territorio de lo que conocemos como Guatemala. El 9 de enero de 1560 se decreta la Real Cédula mediante la cual Yucatán pasa a depender totalmente de la Audiencia de México.
Apenas un año después figura el nombre de fray Diego de Landa -personaje contradictorio quien nombrado para dirigir la iglesia de Yucatán al final del Primer Capítulo Provincial de la orden de los franciscanos el 13 de septiembre de 1561.
El 12 de julio de 1562 se lleva a cabo el Auto de Fe en el pueblo de Maní, castigo que fue impuesto por Fray Diego de Landa a los indígenas mayas acusados de idolatría. En este lugar, son quemados y destruidos infinidad de documentos originales, códices y esculturas que reflejaban la grandeza de esta antigua cultura. 
En el año de 1617 Yucatán fue considerada una Capitanía General, que dependía de la Nueva España, pero debido a su situación geográfica se mantuvo con ciertas libertades.
Durante el virreinato español la provincia y capitanía de Yucatán abarcaba los territorios actuales de Campeche, Quintana Roo, Tabasco, Yucatán y también le correspondía nominalmente los territorios del norte del Petén y el actual Belice.
En 1786 la Corona Española implementa el régimen de intendencias y el territorio cambia su nombre a Intendencia de Yucatán conservando sus mismos territorios.

### Piratería en Yucatán durante el Virreinato
Casi desde el principio de la denominada época imperial, Yucatán tuvo que afrontar los frecuentes y cada vez más peligrosos ataques de los corsarios que merodeaban por sus costas. Los primeros contingentes piráticos que atacaron la península de Yucatán fueron franceses. Saquearon iglesias y casas, y cometieron diversos actos sacrílegos. El gobernador de Yucatán tomó medidas para combatir a los intrusos. Algunos piratas fueron capturados y llevados a Mérida, y posteriormente a la Ciudad de México, donde los juzgó el Tribunal de la Inquisición y los condenó a morir en la hoguera, en el primer auto de fe celebrado en la capital del virreinato.
Posteriormente, piratas ingleses ocuparon Campeche. Los vecinos que lograron refugiarse combatieron a los intrusos con heroicidad y lograron la evacuación de la Ciudad. A partir de entonces, el peligro de incursiones piráticas constituyó, junto con el de las posibles sublevaciones indígenas, la preocupación permanente de la población europea y criolla que vivía en Yucatán. Varias de estas incursiones fueron dirigidas por célebres piratas: Pie de Palo, Diego el Mulato, Jacobo Jackson.
Los ataques de filibusteros se multiplicaron en número y audacia, al punto que la Capitanía General de Yucatán, debió realizar ingentes esfuerzos para construir obras de defensa, particularmente en la zona de Campeche: se edificaron murallas, baluartes, almacenes y cuarteles. Estas obras ayudaron a cotrarrestar los efectos de los ataques a la población de esa parte de la Península de Yucatán que era por ese entonces la más rica de la provincia; en cambio, otros lugares de la costa todavía siguieron sufriendo las visitas esporádicas de los corsarios hasta bien entrado el siglo XVIII.

### Jacinto Canek
En 1761 Jacinto Canek o Jacinto Uc de los Santos (1730-1761), rebelde maya acaudilló una rebelión indígena contra los españoles conocida como La Rebelión de Jacinto Canek. Este indígena de raza pura había nacido en el barrio de San Román, en la ciudad de San Francisco de Campeche. El apellido por el que pasó a ser conocido lo tomó de un cacique del Petén, jefe rebelde de los itzáes. Durante una fiesta celebrada el 20 de noviembre de 1761 en Cisteil (a unos 50 km de Mérida) incitó a los indios a levantarse contra los españoles. En la refriega consiguiente falleció el comandante del destacamento militar real de Sotuta. Extendida la sublevación a otras poblaciones próximas, se enviaron tropas que atacaron Cisteil y obligaron a huir a Canek, quien cayó preso en las cercanías y fue conducido a Mérida junto con otros rebeldes. Ahí fue ejecutado en un tormento público pocos días después de haber iniciado la revuelta.

## Yucatán en el México independiente
Por su lejanía geográfica del centro de la Nueva España, en especial de la Ciudad de México, Yucatán no se vio afectado militarmente por la guerra de independencia de México, aunque ya había un espíritu libertador en los yucatecos ilustrados. En 1802 en Yucatán se forma un grupo denominado Sanjuanistas que fue fundado por Pablo Moreno, filósofo yucateco y el capellán José María Velázquez. A este grupo se integran notables personajes como el padre de Andrés Quintana Roo y Lorenzo de Zavala. En contraparte se integra en la provincia el grupo político denominado los Rutineros que se oponía a toda acción libertadora. Estas dos organizaciones condujeron la lucha política en la que se dirimió de manera incruenta la independencia de la Península de Yucatán de España. 
Lorenzo de Zavala, uno de los Sanjuanistas, en 1820 formó la Confederación Patriótica, dentro de esta hubo un cisma y quedaron dos grupos: quienes apoyaban al gobierno español al igual que a la Constitución de Cádiz y otro encabezado por Zavala que buscaba la independencia absoluta de España. Mariano Carrillo Albornoz, en ese entonces gobernador, obligó a Zavala y Manuel García Sosa a ser diputados de las Cortes y los envió a Madrid, mientras los otros liberales eran puestos en prisión sin que Zavala se diera cuenta. 
El grupo abogaba por la supresión del servilismo indígena, las obvenciones parroquiales y a los privilegios a la Corona Española.  Más tarde, en 1820, un sanjuanistas conformó la Confederación Patriótica, dentro de la cual se gestaron dos grupos: quienes apoyaban el gobierno español y a la Constitución de Cádiz y otro, encabezado por Zavala, que buscaba la independencia absoluta de España. Mariano Carrillo Albornoz, en ese entonces gobernador, obligó a Zavala y Manuel García Sosa a ser diputados de las Cortes y los envió a Madrid, mientras los otros liberales eran puestos en prisión sin que Zavala se diera cuenta.
Mientras esto ocurría en Yucatán se proclamó el Plan de Iguala. Le correspondió al Capitán General Juan María Echeverri ser el último Gobernador nombrado por España y el primero de la entidad independiente. Echeverri envió a dos representantes a negociar la incorporación de Yucatán al Imperio Mexicano hecho que ocurrió el 2 de noviembre de 1821.

### República de Yucatán
El 29 de mayo de 1823, la diputación provincial yucateca condiciona la anexión del estado a la nación mexicana a que la por entonces nueva república se sustentara sobre las bases federalistas y aceptara que Yucatán tuviera su propia Constitución.
El 6 de abril de 1825, es sancionada la primera Constitución Política del Estado de Yucatán, siendo gobernador por Yucatán Antonio López de Santa Anna.
La República de Yucatán surgió como respuesta al gobierno centralista encabezado precisamente por Antonio López de Santa Anna en 1835. El movimiento encabezado por Miguel Barbachano, exigía un gobierno federal, y al no lograrlo promovió que Yucatán fuera independiente de México.
Santa Anna, comisionó a Andrés Quintana Roo —oriundo de Mérida—, para establecer un diálogo con las autoridades yucatecas y el congreso yucateco con el fin de que se reincorporasen a México. La labor de Quintana Roo rindió frutos y se firmaron los tratados del 28 y 29 de noviembre de 1841. En ellos se manifestaba que Yucatán conservaría sus leyes y aranceles de aduanas, así como la libre introducción de mercancías a sus puertos, entre otras ventajas para Yucatán. Sin embargo, las diferencias continuaron y Yucatán se separó del México centralista por dos periodos, pero la península se vio obligada a reincorporarse en 1848, debido a que el propio gobernador Barbachano tuvo que pedir ayuda al gobierno central de México por la guerra de Castas. 
En ese proceso Santiago Méndez Ibarra, exgobernador de Yucatán, en pugna con Barbachano a quien había tenido que ceder el poder porque él no había podido resolver el problema de la guerra interna, ofreció la soberanía yucateca a cambio de auxilio militar, a Cuba, a la Jamaica británica, a España e Inglaterra, a Estados Unidos pero nadie atendió sus súplicas. En septiembre de 1847, Justo Sierra O'Reilly viajó a los Estados Unidos en busca de ayuda para salvar a la población blanca de la península.

### Guerra de Castas
La guerra de Castas surgió en Yucatán debido a las precarias condiciones de vida de los indígenas mayas en la península y a la opresión en la que vivían a manos de criollos y mestizos.
Los ricos hacendados explotaban a los indígenas tratándolos como esclavos. La revuelta empezó en 1847 en el poblado de Tepich. Aprovechando la experiencia bélica que habían adquirido en las continuas guerras civiles del Estado, planearon el movimiento rebelde Manuel Antonio Ay, cacique de Chichimilá; Cecilio Chi cacique de Tepich, y Jacinto Pat, cacique de Tihosuco. Los mayas llegaron a controlar la mayor parte de la península y el gobernador Miguel Barbachano tuvo que solicitar apoyo militar a México del cual Yucatán se había separado. Fue una guerra muy sangrienta y terminó hasta 1901 con la ocupación de la capital maya de Chan Santa Cruz (actual Felipe Carrillo Puerto) por las tropas del gobierno federal mexicano.

### Separación de Campeche y Quintana Roo
En 1851 el gobierno yucateco había logrado recuperar el control del noroccidental de la Península. Entonces enfrentó nuevas dificultades. En plena guerra de castas y como resultado de pugnas políticas entre facciones irreconciliables, Campeche buscó su separación del control yucateco.  En 1857 Campeche decretó su independencia y aunque el gobierno central de Juárez tardó algunos años en reconocer el hecho, finalmente en 1862 lo aceptó y en 1863 se expidió el decreto de escisión. Perdidas las mejores salinas y las tierras del palo de tinte, Yucatán tuvo que explorar nuevas alternativas productivas fomentando la siembra de la caña de azúcar y principalmente del  henequén que mediante la invención de una máquina capaz de desfibrar las duras pencas del agave fue capaz de transformarse en una pujante agroindustria que fue la base de la economía regional durante todo el siguiente siglo.
La ocupación francesa, bajo el imperio de Maximiliano de Habsburgo fue apoyada por los conservadores yucatecos, entre los cuales destacaron el entonces gobernador Coronel Felipe Navarrete y los también coroneles Francisco Cantón Rosado y Teodosio Canto, quienes sometieron a los liberales de Campeche. Mientras duró el imperio (1864-67). El territorio Campechano fue reintegrado temporalmente a Yucatán. En 1865 la emperatriz Carlota visitó la península llegando por Sisal y visitando Mérida, Uxmal y Campeche. Su presencia fue festejada con gran pompa a pesar de los tiempos aciagos que vivía el estado por la rebelión maya que no podía ser sofocada. 
En un proceso aparte y posterior, concluida la guerra de castas, el 24 de noviembre,  de 1902, el presidente Porfirio Díaz proclamó la formación del territorio de Quintana Roo para evitar nuevos focos de insurrección indígena, separándolo del estado de Yucatán.

## Revolución mexicana (lo que acontecía en Yucatán)
Yucatán prosperó relativamente a lo largo del siglo XIX y principios del XX gracias a la industria henequenera que llegó a constituir el denominado oro verde que trajo riqueza a la región, aunque también injusticia social y condiciones que habrían de continuar -en otra dimensión-, la inestabilidad producto de la guerra de Castas. La situación de bonanza permitió que la ciudad de Mérida tuviese alumbrado público eléctrico y tranvías antes que la Ciudad de México.  A principios del siglo XX, Mérida contaba con el mayor número de millonarios per cápita que en cualquier otra parte de América Latina. Hasta la fecha el Paseo de Montejo, avenida inspirada en los bulevares parisinos, está llena de casas lujosas de la época. La clase alta vinculada con el negocio henequenero acumuló una enorme riqueza y poder político, disfrutando de un alto nivel de vida. Esto se daba mientras en los pueblos del interior del estado una gran parte de la población vivía en la pobreza. 
Las élites porfiristas comenzaron a perder poder conforme se extendía el descontento y la movilización política en la primera década del siglo XX. En 1909, el grupo Centro Electoral Independiente, junto con el Club Antireeleccionista, presidido por José María Pino Suárez, trató de oponerse a la reelección como gobernador de Yucatán de Enrique Muñoz Arístegui.  El Centro Electoral Independiente inicia sus actividades proselitistas tanto en Mérida como en el interior del estado. Los directivos del movimiento encabezados por Alfonso Cámara y Cámara,  deciden tomar la ciudad de Mérida la noche del 14 de octubre de 1909; sin embargo, el golpe fracasa y los cabecillas son encarcelados. Seis meses después, a fines de abril de 1910 se intentó reorganizar el movimiento para desconocer a don Enrique Muñoz Arístegui. 
En junio de 1910, los caudillos de este nuevo movimiento, Maximiliano R. Bonilla y José Crisanto Chí, toman la ciudad de Valladolid, el sitio dura cinco días y aunque el gobierno retoma el control, a este brote se le conoce como la "La primera chispa de la revolución mexicana". El escarmiento que se da a los revolucionarios de Valladolid, lejos de restablecer la quietud y la obediencia de otros días, despertó en todo el estado un sentimiento general de protesta y el nombre de Francisco I. Madero comenzó a pronunciarse con insistencia. El 20 de noviembre de 1910, Francisco I. Madero convoca a la rebelión nacional y estalla la guerra civil.
En Yucatán, el movimiento desplazó a la administración porfirista. Pese a ello, los miembros de la "Casta divina" continuaron su dominio sobre la economía durante el "maderismo" y el "huertismo".
El constitucionalismo que triunfó sobre Victoriano Huerta en agosto de 1914, influyó en la política yucateca. El primer gobernador constitucionalista de Yucatán, Eleuterio Ávila, intentó quedar bien “con dios y con el diablo”. Primero, conforme a la política del constitucionalismo, decretó la liberación de los peones sojuzgados en las haciendas henequeneras, pero días después, ante la airada reacción de los hacendados, nulificó en la práctica esa disposición mediante dos circulares. También decretó un préstamo forzoso de 8 millones en favor de la revolución constitucionalista, pero cuando Venustiano Carranza le exigió que impusiera un nuevo empréstito, se negó, aduciendo que afectaría gravemente los intereses del Estado. 
En febrero de 1915, Carranza nombra gobernador y comandante militar de Yucatán a Salvador Alvarado quien llega a Yucatán y en tres batallas derrota a las tropas opositoras. Una de sus primeras acciones fue liberar a los campesinos mayas de la servidumbre al anular las deudas de estos con los hacendados y prohibir otras formas de opresión, como los azotes, la tutela, el derecho de pernada, la retención de los hijos y el confinamiento, entre otras. 
En el año de 1922 llegó al gobierno del estado Felipe Carrillo Puerto a través del Partido Socialista del Sureste. Se convirtió así en el primer gobernador socialista de América.
Carrillo sólo logró mantenerse en el poder 20 meses ya que en 1923 fue derrocado y junto con tres de sus hermanos fusilado el 3 de enero de 1924, aprovechando la rebelión de Adolfo de la Huerta. Durante el gobierno de Carrillo Puerto, llamado el prócer del proletariado yucateco, se lograron introducir reformas para disminuir la explotación indígena. También se creó la Universidad del Sureste, antecedente directo de la Universidad Autónoma de Yucatán

## Época contemporánea
El 3 de agosto de 1937, Lázaro Cárdenas del Río llega a Yucatán con el propósito de aplicar la reforma agraria en la entidad. Su visita se prolongaría por 23 días fraccionando las tierras de las haciendas henequeneras en ejidos colectivos para entregar a los campesinos. El 30 de diciembre de 1961, se da a conocer oficialmente la creación de Cordemex, empresa cordelera paraestatal que por varias décadas industrializó la producción de henequén de miles de trabajadores.
Hasta mediados del siglo XX, el contacto que tenía Yucatán con el mundo era por vía marítima.  El comercio con los Estados Unidos y Cuba, al igual que con Europa y otras islas del Caribe eran más significativos que con el resto de México.  En los años 30 se tuvo contacto vía aérea por medio de hidroaviones que despegaban de la ciénega del Puerto de Progreso, rumbo a La Habana, Cuba y la Florida en los Estados Unidos, en la década siguiente con la inauguración de la terminal aérea se pudo enlazar con la Ciudad de México, a través de la entonces Compañía Mexicana de Aviación. En 1950, Yucatán fue unido por ferrocarril al resto del país, seguido por las carreteras que hicieron lo suyo en los años sesenta.
Actualmente, Yucatán mantiene una cultura muy diferente a la del resto de México, con una gran porcentaje de su población manteniendo las tradiciones locales y sigue hablándose la lengua maya por un porcentaje elevado de la población.